# Татјана Барамзина
Татјана Николајевна Барамзина (рус. Татья́на Никола́евна Барамзина́; Глазов, 12. децембар 1919 — Смаљавичи, 5. јул 1944) је била учесница Великог отаџбинског рата и херој Совјетског Савеза.